# C62二世古號列車
C62二世古號（日语： C62 Nisekogou */?）列車是由北海道旅客鐵道（JR北海道）營運，行走於函館本線小樽站至二世古站（當初為俱知安站）之間的臨時快速列車。該列車由蒸氣機車(SL) 牽引。

## 概要
C62形蒸氣機車3號機與5架SuHa43系客車在退役後不是由鐵路公司維護，而是由總部於北海道小樽市的民間團體「北海道鐵道文化協議會」（鐵文協）維護。透過一般個人或企業的捐款，以作為SL的動態復原和車輛檢査的營運資金，而鐵文協的志願者會進行車內清潔與於車內進行導覽等工作。
為了保存蒸氣機車時代的產物。此機車與車廂沒有特別華麗的裝飾，沒有使用特別的鐵路車輛，盡可能地重現於現役時代的列車。
但是由於經濟泡沫爆破，來自企業的捐款減少。使無法確保擁有足夠資金讓SL進行整體檢査，也難以確保有足夠SL營運資金。因此，鐵文協決定於1995年度只行走10日，隨後結束行走。同年11月3日是最終一天行走。在1996年（平成8年）3月，鐵文協被解散。
後來JR北海道使用自家擁有的SL，於1999年（平成11年）再次開設SL班次。

## 停車站
小樽站 - 余市站 - 仁木站 - 小澤站 - 俱知安站 - 二世古站
當初的行走區間為小樽至俱知安之間。在1990年（平成2年）5月3日起改為小樽至二世古之間。在上午從小樽站出發，在下午折返至該站。全程所需時間為約2小時。
在札幌至長萬部之間，設有2條鐵路線，當中「C62二世古號」所途經的路線被稱為「山線」。而「C62二世古號」的編成與1971年（昭和46年）前的急行「二世古」一樣，都是使用C62形蒸氣機車與SuHa45系客車或SuHaFu44形客車行走。

## 使用車輛
「C62二世古號」編成如下。靠近二世古一方為1號車廂。所有車廂是普通車廂指定席。
- 1號車廂 - SuHaFu44 7（日语：国鉄スハ43系客車#スハフ44形）（座位車廂）
- 2號車廂 - SuHaFu44 27（座位車廂）
- 3號車廂 - SuHaShi44 1（日语：国鉄スハ43系客車#スハシ44形）（咖啡廳餐車：由SuHaFu44 2改造）
- 4號車廂 - SuHaFu44 11（座位車廂）
- 5號車廂 - SuHaFu44 6（座位車廂）

C62 3原本保存在小樽市北海道鐵道紀念館作靜態保存，後來被送往苗穗工場進行修復。在1988年（昭和63年）3月3日再次投入服務。
客車方面，5卡車廂原本在國鐵時代服役，後來由JR北海道承繼後變為後備車廂。車身塗裝是原來的青15號。在編成中間連結了1卡咖啡廳車廂，車內是復古風設計，主要販賣優仕咖啡的咖啡（同時優仕咖啡是主要贊助商）。除了咖啡廳車廂外，SL和客車沒有進行大規模改裝。
SL和客車在1996年（平成8年）11月8日退役。C62 3後來存放在北海道鐵道技術館作靜態保存。SuHaFu44 6和7存放在北海道紅酒株式會社。SuHaFu44 11、27存放在Unitopia川端公園高球場作為休息室之用，現時該高球場已經關閉，而客車還存放在該處。SuHaShi44 1在1999年（平成11年）經過再次維護後再次服役，在同年5月1日起於「SL鈴蘭號」上使用。

## 頭牌
通常「C62二世古號」在行走時不會掛上頭牌，除了以下兩次情況：
- 在1988年（昭和63年）7月26日，掛上了頭牌，頭牌的圖案是二世古的風景，在上面書寫了「SLC62 二世古」。
- 在1989年（平成元年）12月3日，C62 3被獲得鐵道友之會長青獎（日语：エバーグリーン賞），因此掛上了紀念頭牌。在1995年（平成7年）11月2日也掛上了紀念頭牌。

## 登場作品
- 克魯波克魯（花輪和一）
- 「C62二世古」殺人事件（西村京太郎）

## 注腳